# Photovoltaic Austria
Photovoltaic Austria ist die überparteiliche Interessensvertretung zur Verbesserung der Rahmenbedingungen für die Photovoltaik- und Stromspeicherbranche in Österreich. 
Im Mittelpunkt der Arbeit stehen eine aktive Öffentlichkeitsarbeit, Mitgliederbetreuung, Strategieentwicklung sowie der Aufbau von Netzwerken. Die Aufgabe des Verbandes ist es, die Branche gegenüber Politik, Wirtschaft und Öffentlichkeit zu vertreten und die notwendigen Rahmenbedingungen für die Photovoltaik zu schaffen. 

## Geschichte
Im Jahr 1996 wurde der „Bundesverband Photovoltaik Österreich“, als Teil der ARGE Umwelt-Energie der Wirtschaftskammer Österreich, gegründet. Ziel der ARGE war es, den Ausbau der Photovoltaik-Industrie in Österreich voranzutreiben. Im April 2005 wurde die ARGE in einen Verein mit dem Namen „Photovoltaic Austria“ übergeführt. Erster Präsident war Mitbegründer Bernd J. Rumplmayr, Sitz des Vereins war in Wels, Oberösterreich.
Im April 2008 kam es bei der Generalversammlung von Photovoltaic Austria zu einem Wechsel des Vorstandes und der Vereinsführung. Seither ist der Vereinssitz in Wien.  Der Verband vertritt aktuell (Stand: August 2023) rund 420 Mitglieder, die sich entlang der gesamten Wertschöpfungskette wiederfinden.
Präsident war von 2008 bis 2018 Hans Kronberger. Im Juli 2019 wurde Herbert Paierl zum Vorstandsvorsitzenden des ehrenamtlichen Vorstandes des Bundesverbands Photovoltaic Austria gewählt.

## Ziele des Vereins
Der Vereinszweck ist die umfassende Information seiner Mitglieder und die Kommunikation zu prioritären Problemfeldern im Themenbereich „Photovoltaik, Energiemanagement und Stromspeicherung“. Der Verband strebt die rasche und umfassende Etablierung der Photovoltaik als tragende Säule der Energieversorgung an.
Dieser Zweck soll erreicht werden durch:
a) gezielte Informations- und Öffentlichkeitsarbeit (wie z. B.: Mitgliederbetreuung, Jour fixes, Workshops, Veranstaltungen, Websites, Kampagnen, Presseaussendungen, Verleihung von Preisen etc.);
b) Kooperation mit in- und ausländischen Institutionen, Interessensvertretungen, Fach- und sonstigen Experten;
c) Durchführung von Bildungs- bzw. Weiterbildungsveranstaltungen, sowie Informationsveranstaltungen, Seminaren, Workshops, Symposien etc. und die Erarbeitung oder Unterstützung in der Erarbeitung spezifischer, relevanter Publikationen und Dokumentationen;
d) Schaffung von Foren für Fachleute sowie interessierte Experten bzw. die interessierte Öffentlichkeit;
e) Umsetzung von Projekten und Mitwirkung an Projekten.

## Schwerpunkte des Vereins
- Stromnetz: Forderungen zum Elektrizitäts-Wirtschafts-Gesetz (ELWG), Energiewende nur mit Stromnetzwende
- Rahmenbedingungen: Entwicklung in den Bundesländern